# Coupe d'Afrique des nations de football des moins de 23 ans 2023
 (mars 2024).
Navigation
Égypte 2019 2027
La Coupe d'Afrique des nations de football des moins de 23 ans 2023 est la 4e édition de la Coupe d'Afrique des nations de football des moins de 23 ans. La phase finale de cette édition se déroulera du 24 juin au 8 juillet 2023 au Maroc. La compétition est qualificative pour les Jeux olympiques d'été de 2024. Le champion , le finaliste et le troisième sont directement qualifiés tandis que le quatrième passe au tours de barrages contre le quatrième de la zone Asie.

## Qualifications
Les qualifications sont organisées du 21 septembre 2022 au 28 mars 2023 pour désigner les sept sélections qui accompagneront le pays organisateur. 38 sélections réparties en zones régionales s'affrontent sur trois tours à élimination directe selon le principe des matchs aller-retour.

## Équipes
Le Maroc est qualifié en tant que pays organisateur.
| Équipe  | Participation à la phase finale | Meilleure performance en phase finale |
| ------- | ------------------------------- | ------------------------------------- |
| Maroc H | 2e                              | Finaliste (1) · (2011)                |
| Guinée  | 1re                             | Première participation                |
| Égypte  | 4e                              | Vainqueur (1) · (2019)                |
| Ghana   | 2e                              | Quatrième (2019)                      |
| Mali    | 3e                              | Phase de groupes (2015, 2019)         |
| Niger   | 1re                             | Première participation                |
| Gabon   | 2e                              | Vainqueur (1) · (2011)                |
| Congo   | 1re                             | Première participation                |

## Tirage au sort
Le tirage au sort de la phase finale a lieu au Centre sportif de Maâmora le 5 mai 2023.
Les matchs de la ville de Tanger se jouent au Stade Ibn-Batouta et les matchs de la ville de Rabat se jouent au Complexe sportif Moulay-Abdallah.
| Prédéfini              | Chapeau 1  | Chapeau 2                |
| ---------------------- | ---------- | ------------------------ |
| Maroc (A1) Égypte (B1) | Ghana Mali | Congo Gabon Guinée Niger |

## Phase de groupes
Les matchs sont en heure locale UTC+1.

### Groupe A
| Rang | Équipe  | Pts | J | G | N | P | Bp | Bc | Diff |
| ---- | ------- | --- | - | - | - | - | -- | -- | ---- |
| 1    | Maroc H | 9   | 3 | 3 | 0 | 0 | 8  | 2  | +6   |
| 2    | Guinée  | 4   | 3 | 1 | 1 | 1 | 5  | 4  | +1   |
| 3    | Ghana   | 4   | 3 | 1 | 1 | 1 | 5  | 8  | -3   |
| 4    | Congo   | 0   | 3 | 0 | 0 | 3 | 3  | 7  | -4   |

| 1re journée        | Maroc                        | 2 - 1   | Guinée    | Complexe sportif Moulay-Abdallah, Rabat |                                   |
| 24 juin 2023 21h00 | Abde 68e (pen.) 90+8e (pen.) | (0 - 1) | 45+2e Bah | Arbitrage : Omar Abdulkadir Artan       | Arbitrage : Omar Abdulkadir Artan |
| 24 juin 2023 21h00 | Rapport                      |         |           | Arbitrage : Omar Abdulkadir Artan       | Arbitrage : Omar Abdulkadir Artan |

| 25 juin 2023 | Ghana                              | 3 - 2   | Congo                       | Complexe sportif Moulay-Abdallah, Rabat |                          |
| 16h00        | Nuamah 50e · Yeboah 75e 83e (pen.) | (0 - 0) | 90+3e Kokolo · 90+4e Ngatse | Arbitrage : Mahmoud Nagi                | Arbitrage : Mahmoud Nagi |
| 16h00        | Rapport                            |         |                             | Arbitrage : Mahmoud Nagi                | Arbitrage : Mahmoud Nagi |

| 2e journée         | Congo      | 1 - 3   | Guinée                                      | Complexe sportif Moulay-Abdallah, Rabat |                                   |
| 27 juin 2023 18h00 | Ngatse 40e | (1 - 1) | 10e Camara · 54e (csc) Bowamba · 84e Soumah | Arbitrage : Clement Franklin Kpan       | Arbitrage : Clement Franklin Kpan |
| 27 juin 2023 18h00 | Rapport    |         |                                             | Arbitrage : Clement Franklin Kpan       | Arbitrage : Clement Franklin Kpan |

| 27 juin 2023 | Maroc                                                     | 5 - 1   | Ghana     | Complexe sportif Moulay-Abdallah, Rabat |                             |
| 21h00        | Richardson 7e · Saibari 13e · Begraoui 30e 53e · Abde 48e | (3 - 1) | 43e Adams | Arbitrage : Patrice Mebiame             | Arbitrage : Patrice Mebiame |
| 21h00        | Rapport                                                   |         |           | Arbitrage : Patrice Mebiame             | Arbitrage : Patrice Mebiame |

| 3e journée         | Congo   | 0 - 1   | Maroc   | Complexe sportif Moulay-Abdallah, Rabat |                          |
| 30 juin 2023 21h00 |         | (0 - 1) | 7e Taha | Arbitrage : Mahmoud Nagi                | Arbitrage : Mahmoud Nagi |
| 30 juin 2023 21h00 | Rapport |         |         | Arbitrage : Mahmoud Nagi                | Arbitrage : Mahmoud Nagi |

| 30 juin 2023 | Guinée     | 1 - 1   | Ghana      | Stade Ibn-Batouta, Tanger      |                                |
| 21h00        | Fofana 61e | (0 - 1) | 33e Yeboah | Arbitrage : Muhammad Elmabrouk | Arbitrage : Muhammad Elmabrouk |
| 21h00        | Rapport    |         |            | Arbitrage : Muhammad Elmabrouk | Arbitrage : Muhammad Elmabrouk |

### Groupe B
| Rang | Équipe | Pts | J | G | N | P | Bp | Bc | Diff |
| ---- | ------ | --- | - | - | - | - | -- | -- | ---- |
| 1    | Égypte | 7   | 3 | 2 | 1 | 0 | 3  | 0  | +3   |
| 2    | Mali   | 6   | 3 | 2 | 0 | 1 | 5  | 2  | +3   |
| 3    | Niger  | 4   | 3 | 1 | 1 | 1 | 1  | 2  | -1   |
| 4    | Gabon  | 0   | 3 | 0 | 0 | 3 | 1  | 6  | -5   |

| 1re journée        | Égypte | 0 - 0   | Niger | Stade Ibn-Batouta, Tanger  |                            |
| 25 juin 2023 18h00 |        | (0 - 0) |       | Arbitrage : Adalbert Diouf | Arbitrage : Adalbert Diouf |
| 25 juin 2023 18h00 |        |         |       | Arbitrage : Adalbert Diouf | Arbitrage : Adalbert Diouf |

| 25 juin 2023 | Mali                                              | 3 - 1   | Gabon    | Stade Ibn-Batouta, Tanger |                         |
| 21h00        | Sangare 20e (pen.) · Doumbia 41e · Tamboura 90+2e | (2 - 1) | 3e Ovono | Arbitrage : Jalal Jayed   | Arbitrage : Jalal Jayed |
| 21h00        | Rapport                                           |         |          | Arbitrage : Jalal Jayed   | Arbitrage : Jalal Jayed |

| 2e journée         | Égypte   | 1 - 0   | Mali | Stade Ibn-Batouta, Tanger |                          |
| 28 juin 2023 18h00 | Adel 10e | (1 - 0) |      | Arbitrage : Lamin Jammeh  | Arbitrage : Lamin Jammeh |
| 28 juin 2023 18h00 | Rapport  |         |      | Arbitrage : Lamin Jammeh  | Arbitrage : Lamin Jammeh |

| 28 juin 2023 | Gabon   | 0 - 1   | Niger               | Stade Ibn-Batouta, Tanger |                           |
| 21h00        |         | (0 - 0) | 60e (pen.) Moumouni | Arbitrage : Youcef Gamouh | Arbitrage : Youcef Gamouh |
| 21h00        | Rapport |         |                     | Arbitrage : Youcef Gamouh | Arbitrage : Youcef Gamouh |

| 3e journée             | Gabon   | 0 - 2   | Égypte                          | Stade Ibn-Batouta, Tanger         |                                   |
| 1er juillet 2023 21h00 |         | (0 - 0) | 82e Saber · 90+2e (pen.) Faisal | Arbitrage : Omar Abdulkadir Artan | Arbitrage : Omar Abdulkadir Artan |
| 1er juillet 2023 21h00 | Rapport |         |                                 | Arbitrage : Omar Abdulkadir Artan | Arbitrage : Omar Abdulkadir Artan |

| 1er juillet 2023 | Niger   | 0 - 2   | Mali                             | Complexe sportif Moulay-Abdallah, Rabat |                          |
| 21h00            |         | (0 - 0) | 49e (pen.) Sangare · 90e Doumbia | Arbitrage : Abongile Tom                | Arbitrage : Abongile Tom |
| 21h00            | Rapport |         |                                  | Arbitrage : Abongile Tom                | Arbitrage : Abongile Tom |

## Phase à élimination directe

### Tableau final
Les deux finalistes et le gagnant du match pour la troisième place seront qualifiés pour les Jeux olympiques d’été de 2024 à Paris en France.
|  | Demi-finales           | Demi-finales          | Demi-finales          | Demi-finales          |                               |       | Finale                | Finale                | Finale                | Finale                |
|  |                        |                       |                       |                       |                               |       |                       |                       |                       |                       |
|  | 4 juillet 2023, Rabat  | 4 juillet 2023, Rabat | 4 juillet 2023, Rabat | 4 juillet 2023, Rabat |                               |       | 8 juillet 2023, Rabat | 8 juillet 2023, Rabat | 8 juillet 2023, Rabat | 8 juillet 2023, Rabat |
|  | Maroc                  | Maroc                 | 2 (4)                 | 2 (4)                 |                               |       | 8 juillet 2023, Rabat | 8 juillet 2023, Rabat | 8 juillet 2023, Rabat | 8 juillet 2023, Rabat |
|  | Maroc                  | Maroc                 | 2 (4)                 | 2 (4)                 |                               |       | 8 juillet 2023, Rabat | 8 juillet 2023, Rabat | 8 juillet 2023, Rabat | 8 juillet 2023, Rabat |
|  | Mali                   | Mali                  | 2 (3)                 | 2 (3)                 |                               |       | 8 juillet 2023, Rabat | 8 juillet 2023, Rabat | 8 juillet 2023, Rabat | 8 juillet 2023, Rabat |
|  | Mali                   | Mali                  | 2 (3)                 | 2 (3)                 | Maroc                         | Maroc | 2                     | 2                     |                       |                       |
|  | 4 juillet 2023, Tanger |                       |                       |                       | Maroc                         | Maroc | 2                     | 2                     |                       |                       |
|  |                        |                       | Égypte                | Égypte                | 1                             | 1     |                       |                       |                       |                       |
|  | Égypte                 | Égypte                | Égypte                | Égypte                | 1                             | 1     | 1                     | 1                     |                       |                       |
|  | Égypte                 | Égypte                |                       |                       |                               |       |                       | 1                     |                       |                       |
|  | Guinée                 | Guinée                | 0                     | 0                     |                               |       |                       |                       |                       |                       |
|  | Guinée                 | Guinée                | 0                     | 0                     | Match pour la troisième place |       |                       |                       |                       |                       |
|  |                        |                       |                       |                       |                               |       |                       |                       |                       |                       |
|  | 7 juillet 2023, Tanger |                       |                       |                       |                               |       |                       |                       |                       |                       |
|  | Mali                   | Mali                  | 0 (4)                 | 0 (4)                 |                               |       |                       |                       |                       |                       |
|  | Mali                   | Mali                  | 0 (4)                 | 0 (4)                 |                               |       |                       |                       |                       |                       |
|  | Guinée                 | Guinée                | 0 (3)                 | 0 (3)                 |                               |       |                       |                       |                       |                       |
|  | Guinée                 | Guinée                | 0 (3)                 | 0 (3)                 |                               |       |                       |                       |                       |                       |

### Demi-finales
| 4 juillet 2023 | Maroc                                               | 2 - 2 ap              | Mali                                                                | Complexe sportif Moulay-Abdallah, Rabat |                                   |
| 21h00          | ( Saibari) El Ouahdi 14e · ( Taha) El Ouazzani 108e | (1 - 0, 1 - 1, 1 - 1) | 66e Diambou (Diakité ) · 116e Maïga (Diallo )                       | Arbitrage : Pierre Ghislain Atcho       | Arbitrage : Pierre Ghislain Atcho |
| 21h00          | Richardson 48e · Bellaarouch 120+3e                 | Rapport               | 31e Doumbia · 68e Diakité · 76e Cissé · 106e Saco · 110e Diomandé · | Arbitrage : Pierre Ghislain Atcho       | Arbitrage : Pierre Ghislain Atcho |
| 21h00          | Targhalline · El Ouazzani · Younes Taha · Abde      | Tirs au but 4 - 3     | Traoré · Diambou · Diallo · Bah · Diomandé                          | Arbitrage : Pierre Ghislain Atcho       | Arbitrage : Pierre Ghislain Atcho |

| 4 juillet 2023 | Égypte                    | 1 - 0   | Guinée                    | Stade Ibn-Batouta, Tanger |                          |
| 18h00          | Shehata 8e                | (1 - 0) |                           | Arbitrage : Abongile Tom  | Arbitrage : Abongile Tom |
| 18h00          | El Sayed 25e · Adel 45+5e | Rapport | 45+2e Oularé · 53e Camara | Arbitrage : Abongile Tom  | Arbitrage : Abongile Tom |

### Match pour la troisième place
| 7 juillet 2023 | Mali                                      | 0 - 0 ap              | Guinée                                          | Stade Ibn-Batouta, Tanger |                           |
| 18h00          |                                           | (0 - 0, 0 - 0, 0 - 0) |                                                 | Arbitrage : Youcef Gamouh | Arbitrage : Youcef Gamouh |
| 18h00          | Rapport                                   |                       |                                                 | Arbitrage : Youcef Gamouh | Arbitrage : Youcef Gamouh |
| 18h00          | Maïga · Diambou · Diallo · Diomandé · Bah | Tirs au but 4 - 3     | F.Camara · A.Camara · Soumah · O.Camara · Cissé | Arbitrage : Youcef Gamouh | Arbitrage : Youcef Gamouh |

### Finale
| 8 juillet 2023 | Maroc                                                      | 2 - 1 ap              | Égypte                                           | Complexe sportif Moulay-Abdallah, Rabat |                          |
| 21h00          | ( El Khannouss) Begraoui 37e · ( Abde) Targhalline 105+3e  | (1 - 1, 1 - 1, 2 - 1) | 10e Saber                                        | Arbitrage : Peter Waweru                | Arbitrage : Peter Waweru |
| 21h00          | El Ouahdi 32e · Salah 90+4e · Bellaarouch 111e · Taha 116e | Rapport               | 18e Saber · 35e Shehata · 90+4e Gehad · 116e Eid | Arbitrage : Peter Waweru                | Arbitrage : Peter Waweru |

## Buteurs
3 buts    
- Emmanuel Yeboah
- Ez Abde
- Yanis Begraoui

2 buts   
- Yann Geoffrey Kouori Ngatse
- Mamadou Sangare
- Cheickna Doumbia

1 but  
- Mamady Diambou
- Ibrahim Adel
- Algassime Bah
- Ernest Nuamah
- Reich Triomphe Kokolo
- Emmanuel Ovono
- Alhassane Tamboura
- Aguibou Camara
- Salifou Soumah
- Salim Adams
- Amir Richardson
- Ismael Saibari
- Younes Taha
- Zakaria El Ouahdi
- Amine El Ouazzani
- Oussama Targhalline

contre son camp  (csc)
- Jacques Bowamba

## Équipes qualifiées pour les Jeux olympiques d'été 2024
Les trois équipes suivantes sont qualifiées pour le Tournoi masculin de football aux Jeux olympiques d'été de 2024.
| Équipe | Date de qualification | Statut    | Qualifications précédentes                                                  |
| ------ | --------------------- | --------- | --------------------------------------------------------------------------- |
| Maroc  | 4 juillet 2023        | Vainqueur | 7 (1964, 1972, 1984, 1992, 2000, 2004, 2012)                                |
| Égypte | 4 juillet 2023        | Finaliste | 12 (1920, 1924, 1928, 1936, 1948, 1952, 1960, 1964, 1984, 1992, 2012, 2020) |
| Mali   | 7 juillet 2023        | 3e place  | 1 (2004)                                                                    |